# Liste der Biografien/Kp
Liste der Biografien |
Portal Biografien |
Personensuche
# |
A |
B |
C |
D |
E |
F |
G |
H |
I |
J |
K |
L |
M |
N |
O |
P |
Q |
R |
S |
T |
U |
V |
W |
X |
Y |
Z |
?
 
Ka |
Kb |
Kc |
Kd |
Ke |
Kf |
Kg |
Kh |
Ki |
Kj |
Kl |
Km |
Kn |
Ko |
Kp |
Kr |
Ks |
Kt |
Ku |
Kv |
Kw |
Ky |
Kx |
Kz
Die Liste der Biografien führt alle Personen auf, die in der deutschsprachigen Wikipedia einen Artikel haben. Dieses ist eine Teilliste mit 15 Einträgen von Personen, deren Namen mit den Buchstaben „Kp“ beginnt.

## Kp

### Kpa
- Kpadé, Alexis (* 2005), franko-beninischer Schwimmer
- Kpakala Francis, Michael (1936–2013), liberianischer Geistlicher, Erzbischof von Monrovia
- Kpapo, Amanua (1875–1952), Völkerschau-Darstellerin aus Ghana
- Kparghai, Clarence (* 1985), schweizerisch-liberianischer Eishockeyspieler
- Kpassagnon, Tanoh (* 1994), US-amerikanischer American-Football-Spieler
- Kpatcha, Hilary (* 1998), französische Weitspringerin

### Kpe
- Kpegouni, Travis (* 2006), deutsch-ghanaischer Fußballspieler
- Kpengla, siebter König von Dahomey (1774–1789)

### Kpi
- Kpiebaya, Gregory Ebolawola (1933–2022), ghanaischer Geistlicher, römisch-katholischer Erzbischof von Tamale
- Kpiéle Somé, Jean-Baptiste (* 1930), burkinischer Geistlicher, emeritierter römisch-katholischer Bischof von Diébougou

### Kpo
- Kpodar, Déborah (* 1994), französische Handballspielerin
- Kpodzro, Philippe Fanoko Kossi (1930–2024), togoischer Geistlicher, römisch-katholischer Erzbischof von Lomé
- Kpomassie, Tété-Michel (* 1941), togoischer Schriftsteller
- Kpormakpor, David D. (1935–2010), liberianischer Politiker und Staatsratsvorsitzender
- Kpotsra, Roland (1947–2018), togoischer Politiker und UN-Botschafter